# Țifești
Ţifeşti é uma comuna romena localizada no distrito de Vrancea, na região de Moldávia. A comuna possui uma área de 77.75 km² e sua população era de 5242 habitantes segundo o censo de 2007.